# 朥胥
朥(⺼胥)，是臺灣臺中市烏日區的一個傳統地域名稱，位於該區西北部凸出部分的中南部。相較於今日行政區，其範圍大致包括學田里西南部凸出部分、三和里、榮泉里不含最南端，以及彰化縣彰化市國聖里東北部凸出部分的東半部。

## 歷史
台灣清治末期至日治初期，朥(⺼胥)地區為一街庄，稱為「朥(⺼胥)庄」，隸屬於大肚下堡。該庄北與學田庄為鄰，東邊及南邊東段與烏日庄為鄰，南邊西段隔大肚溪與渡船頭庄、阿夷庄為界，西邊為王田庄。
1901年（日治明治三十四年）11月，全台廢縣廳改設二十廳，該庄隸屬於臺中廳。1903年（明治三十六年）6月，該庄編入「烏日區」，隸屬於臺中廳。1909年（明治四十二年）10月，合併二十廳為十二廳，烏日區隸屬不變。1920年（大正九年），全台地方制度大改正，廢十二廳改設五州二廳，該庄改制為「朥(⺼胥)」大字，隸屬於臺中州大屯郡烏日庄，大字下有「頂朥(⺼胥)」、「下朥(⺼胥)」小字地名。
戰後烏日庄改制為烏日鄉，隸屬於臺中縣，大字亦改制為村。1950年10月，中、彰、投分治，烏日鄉仍隸屬臺中縣。2010年12月，臺中縣市合併為直轄臺中市，烏日鄉改制為烏日區，村亦改制為里。

## 聚落
本地區發展較早的聚落有下馬厝、竹山、頂朥(⺼胥)（三和社區）等，在日治期初期的官方地圖上已有記載。此外，本地區尚有下朥(⺼胥)（榮泉社區）、厝仔、成功等聚落。

## 交通
台灣高鐵大致以北偏東—南偏西走向經過朥(⺼胥)地區東部邊界地帶，並設有高鐵台中站（站體主要在烏日地區境內），可由此快速前往高鐵南北各站。該站週邊特定區內設有大台中國際會展中心。
台鐵山線大致以東偏南—西北偏轉東南東—西北西走向經過朥(⺼胥)地區中部。境內東側設有新烏日車站，緊臨高鐵台中站並有人行通道相連接，屬二等站，僅停靠一班自強號及全部區間快車、區間車；境內西側設有成功車站，屬三等站，僅停靠區間車。由此等可前往台鐵沿線各站。
國道1號又稱「中山高速公路」，是台灣西部兩條縱向高速公路之一，大致以東北—西南走向繞大彎轉東南—西北走向再轉東南東—西北西走向經過朥(⺼胥)地區東北部、中部及西部。境內西側與省道台1線交會處設有王田交流道。由此可快速前往國道1號沿線各地。
省道台74線原稱「中彰快速道路」，現稱「快官霧峰線」，是彰化縣快官繞行順時針臺中市區外圍至霧峰的快速道路，大致以西南—東北走向轉南向北蜿蜒經過本地區東部邊界外不遠處。由該道路向西南可前往彰化快官接省道台74甲線前往花壇並止於省道台1線路口，向北可前往南屯、西屯、北屯西北部、潭子南部、北屯中部、太平、大里、霧峰等地。該道路在本地區東北部邊界外緣設有高鐵台中交流道，可連絡高鐵台中站。
省道台1線（沙田路一段、中山路三段）又稱「縱貫公路」，是台北至屏東楓港的台灣西部傳統平面幹道，大致以北北東－南南西走向經過本地區西南端。由該道路向北北東繞大彎轉西北西可前往大肚、龍井、梧棲、清水等地，向南南西可前往彰化、花壇、大村、員林等地。
省道台1乙線（中山路三段）是大雅至王田的幹道，其南側端點位於本地區西南部邊界地帶的省道台1線路口。由此向東北東繞大彎轉東南東可前往烏日市區、台中市區西部、北屯西部、西屯東北端、大雅並止於省道台10線路口。
市道125號（學田路）是大雅至成功的道路，其南側端點位於本地區中部偏東南的省道台1乙線路口。由此向北經鐵路平交道及國道1號高架橋下後蜿蜒出境，可前往學田、同安厝、番社腳、山子腳、知高、下七張犁、水堀頭、林厝、下橫山、大雅市區並止於省道台1乙線另一路口。
區道中75-1線（成功西路）是坪頂至三和村的道路，其南側端點位於本地區中部偏南的省道台1乙線路口。由此向北經鐵路平交道及國道1號高架橋下後轉西北蜿蜒而行，出境後可前往王田與學田交界地帶、王田與同安厝交界地帶、王田與番社腳交界地帶、井子頭、新庄子並止於坪頂附近西屯路西側端點路口。
區道中122線（南榮路）是南王田至大肚橋的道路，其東側端點位於本地區西南端省道台1乙線路口。由此向西南西出境後，可前往王田東南部並止於區道中123線路口。

## 學校
- 旭光國小

## 景點
- 厝仔福德祠黃連木

## 產業
- 大臺中國際會展中心（位於高鐵特定區內）